# Cyrtotria macra
Cyrtotria macra är en kackerlacksart som först beskrevs av Lucas J. Stal 1856.  Cyrtotria macra ingår i släktet Cyrtotria och familjen jättekackerlackor. Inga underarter finns listade i Catalogue of Life.